# Sebeta
Sebeta är en ort i Etiopien.   Den ligger i regionen Oromia, i den centrala delen av landet, 19 km sydväst om huvudstaden Addis Abeba. Sebeta ligger 2 311 meter över havet och antalet invånare är 19 533.
Terrängen runt Sebeta är kuperad åt nordost, men åt sydväst är den platt. Terrängen runt Sebeta sluttar söderut. Runt Sebeta är det ganska tätbefolkat, med 172 invånare per kvadratkilometer. Närmaste större samhälle är Addis Abeba, 18,7 km nordost om Sebeta. Trakten runt Sebeta består till största delen av jordbruksmark.